# أرجمون كثير الأشواك
أرجمون كثير الأشواك (الاسم العلمي:Argemone pleiacantha) هو نوع من النباتات يتبع جنس الأرجمون من الفصيلة الخشخاشية.